# Downtown no Gaki no Tsukai ya Arahende!!
Downtown no Gaki no Tsukai ya Arahende!! (ダウンタウンのガキの使いやあらへんで!!, Downtown's "I'm Not An Errand Boy!" (Downtown "Nie jestem chłopcem na posyłki!!), alternatywne tłumaczenie "Downtown's 'This Is No Job For Kids!!'" ("Downtown 'To nie jest robota dla dzieci!!'")) – japoński program rozrywkowy prowadzony przez popularny japoński duet owarai, Downtown. Program zaczął być emitowany 3 października, 1989, i jest popularnym komediowym show w Japonii.

## Obsada

### Stała obsada
- Downtown (Matsumoto Hitoshi (松本人志, Matsumoto Hitoshi) i Masatoshi Hamada (浜田雅功, Hamada Masatoshi))
- Hōsei Yamasaki (山崎邦正, Yamasaki Hōsei) - Jest częścią stałej obsady od 1995.
- Coq au Rico (Naoki Tanaka (田中直樹, Tanaka Naoki) i Shōzō Endō (遠藤章造, Endō Shōzō)) - Są częścią stałej obsady od 1998.

### Była, stała obsada
- Jimmy Ōnishi (ジミー 大西) - Opuścił stałą obsadę w 1996 w pogoni za karierą malarską. Później kilka razy pojawił się w instruktażowych wideo które były używane w grach batsu "No-Laughing" ("Żadnego-śmiechu") od 2005. Na tych wideo często mówi lub robi rzeczy które są idiotyczne, często powtarzając je, doprowadzając obsadę do śmiechu. Jego najpopularniejszym występem był epizod Lekcja Angielskiego podczas "No-Laughing High School" ("Żadnego-śmiechu w liceum") gdzie udaje swoje trudności w używaniu podstaw języka angielskiego.

### Pół-stała obsada
- Kenji Suga (菅 賢治 Suga Kenji) - Główny producent. Często pojawia się na fałszywych plakatach w grach batsu (zobacz niżej), i przebiera za różne postacie.
- Toshihide Saitō (斉藤 敏豪 Saitō Toshihide) - Scenograf, asystent dyrektora. Zazwyczaj odnoszą się do niego ksywą Heipō (ヘイポー). Kilka skeczy i gier bazuje na jego nieumiejętności opanowania drgawek podczas strasznych rzeczy (jakkolwiek niedorzeczne by były) i jego perwersyjnej naturze.
- Hiroshi Fujiwara (藤原 寛 Fujiwara Hiroshi) - Były menadżer Downtown. Często przebiera się za kobiecie postacie.
- Ameagari Kesshitai (Hiroyuki Miyasako (宮迫博之 Miyasako Hiroyuki) i Tōru Hotohara (蛍原徹 Hotohara Tōru)) - Komediowy duet, który okazyjnie dołącza do stałej obsady.
- License (Kazuhiro Fujiwara (藤原一裕 Fujiwara Kazuhiro) i Takafumi Eimoto (井本貴史 Eimoto Takafumi)) - Komediowy duet, który pracuje w show i okazyjnie dołącza do stałej obsady. Fujiwara jest także znany jako "Vacuum Fujiwara" ("Odkurzacz Fujiwara"), przez swoje umiejętności w jedzeniu, co jest często wykorzystywane jako gag, w niektórych skeczach.
- Itsuji Itao (板尾創路 Itao Itsuji) - Członek komediowego duetu 130R.
- Shōhei Shōfukutei (笑福亭笑瓶 Shōfukutei Shōhei) - Artysta rakugo. Jest także znany ze zwrotu ショウヘイヘイ！ (Shōhei-Hey!) mówionego w policyjnej grze batsu.

### Reszta
- Hosshan (ほっしゃん。) - Kolejny komik pojawiający się podczas gier batsu. Jego popisową sztuczką jest wciąganie rzeczy nosem i wyjmowanie ustami. Ten gag zdecydowanie rozśmiesza obsadę.
- Żona Itao - Jest cudzoziemką i nie jest prawdziwą żoną Itsujiego Itao (w jednym z odcinków wzięli ze sobą fałszywy ślub).  Pojawia się w grach batsu, okropnie tańcząc przy utworach m.in. Madonny, wykorzystując przy tym, jak to określił jeden z uczestników, "szeroki repertuar ruchów".
- Ayako Nishikawa (西川史子 Nishikawa Ayako)
- Obachan Ichigo i Obachan Nigo (おばちゃん一号 i おばちゃん二号, dosłownie, Old Lady #1 (Starsza Pani #1) i Old Lady #2 (Starsza Pani #2))
- Konya ga Yamada (今夜が山田 - dosłownie "Tonight Is Yamada!" ("Wieczorem jest Yamada!"); Prawdziwe imię: David Hossein) - Jest byłym menedżerem Thane Camusa. Grał rolę doktora podczas meczów wrestlingowych Dynamite Shikoku (Dynamite jest postacią graną przez Endō). Podczas gier "No-Laughing", powtarza ciągle swoje hasło na wiele sposobów (czasami śpiewając) gdy obsada próbuje usnąć. ("Kon'ya ga yama da" znaczy "Wieczór jest decydujący" po japońsku, ale David specjalnie źle to wymawia.)
- Chiaki (千秋 Chiaki) - Żona Endō, teraz eks-żona (rozwiedli się w grudniu 2007).
- Takahiro Matsumoto (松本隆博 Matsumoto Takahiro) - Starszy brat Hitoshiego Matsumoto.
- Hanako (山田花子 Yamada Hanako)

## Odcinki

### Gry batsu
Prawdopodobnie najbardziej znanymi epizodami Gaki są te, w których występują gry batsu, inaczej gry kary, w których bierze udział jeden lub więcej członków obsady po przegranym zakładzie, specjalnej grze lub grze psychologicznej.

#### Gry No-Laughing (Żadnego-śmiechu)
Założeniem każdej "No-Laughing"-gry kary jest wyłonienie uczestników obsady poprzez wstępną próbę, komu nie uda się jej sprostać zostanie obiektem kompromitacji, absurdu i generalnie niedorzecznych sytuacji przez długi czas (do 24 godzin, czasami dłużej), lecz każdy z nich musi powstrzymywać się od śmiechu. Gdy ktokolwiek się zaśmieje i zostanie zauważony przez Obserwatora, spiker gry zadeklaruje że ta osoba "odpadła" (out, アウト lub a-u-to po japońsku ); następnie natychmiast wkracza wyznaczona liczba ludzi wymierzających kary dla łamiących reguły. (Do dzisiaj, karę wykonuje się pojedynczym uderzeniem w pośladki (lub w okolicach) bronią - inną w każdej grze i nie zmienianą podczas).
(Każda z tych gier jest emitowana w Sylwestra jako odcinek specjalny, trwający godzinę lub dłużej).
- No-Laughing Hot Spring Inn (Żadnego-śmiechu w Zajeździe Gorących Źródeł) (2003)

Pierwsza gra batsu tego typu, przygotowana jako kara dla Matsumoto, Yamasakiego, Endō i Tanaki, za przegranie z Hamadą meczu gry w kręgle, 4 przeciw 1.
Śmianie się podczas tej gry było karane strzałką z dmuchawki w pośladki. 
Jako nowy pomysł, ta gra kary była wykonana w nieco "prymitywny" sposób: Obserwatorzy byli bardziej pobłażliwi w przestrzeganiu zasad i dźwięk auto ryczał w głośnikach jakby były umieszczone w środku fabryki.  
- No-Laughing in Yugawara (Żadnego-śmiechu w Yuguwarze) (2004)

Druga uzdrowiskowo-tematyczna gra batsu, nakręcona w Yuguwarze, Kanagawa. Yamasaki, Tanaka i Hamada są ofiarami. (W tej grze batsu występuje Endō jako Dynamite Shikoku, wrestler  luchador. 
- No-Laughing High School (Żadnego-śmiechu w liceum) (2005)

W tej grze, cała obsada (oprócz Hamady), zostaje wysłana do 'liceum' na jeden dzień. Bronią używaną do wymierzenia kar jest shinai.
- No-Laughing Police Station (Żadnego-śmiechu na komendzie policji) (2006)

Ta gra batsu była premierą jako trzygodzinny odcinek specjalny. Graczami byli Yamasaki, Hamada i Endō. Kary wymierzane były policyjną, gumową pałą. Ludzie wymierzający kary byli wyjątkowo gorliwi w wykonywaniu swojego zadania.
- No-Laughing Hospital (Żadnego-śmiechu w szpitalu) (2007)

Tym razem, pięcioro uczestników Gaki no Tsukai było zmuszonych ubrać się w stroje pielęgniarek. Yamasaki, który dopiero co wyszedł ze szpitala po leczeniu zapalenia jelit, miał dozwolone przerwy podczas gry. Sonny Chiba był najsławniejszym pośród gości biorących udział w grze. (Na marginesie: osobą która dostała najwięcej kar był Matsumoto, ich liczba wynosiła 258).
- No-Laughing Newspaper Agency (Żadnego śmiechu w redakcji) (2008)

Odcinek został wyemitowany w sylwestra 2008 roku. Pięcioro uczestników było zmuszonych pracować w redakcji gazety "Ga-Su Kurobikari". Kolejny raz osobą, która została najczęściej karana był Matsumoto (około 200 razy).
- No-Laughing Hotel Employee (Żadnego śmiechu w hotelu) (2009)

Odcinek został wyemitowany jako 6-godzinny special w sylwestra 2009. Tym razem uczestnicy zostali hotelarzami. Miejscem gry był Księżniczkowy Hotel Gasu Kurobikari.

#### Inne gry batsu
Haunted Hotel

"24-Hour Tag"/Onigokko (鬼ごっこ)

No-Reaction Pie Hell (ノーリアクションパイ地獄) (Żadnej-reakcji Ciasteczkowe Piekło) W tej grze, Matsumoto został ukarany za przegranie zakładu z Hamadą o Mistrzostwo Japonii w baseballu. Hamada postawił na Yomiuri Giants, gdy Matsumoto postawił na Seibu Lions; Giants wygrało 4 mecze, Lions ani jednego. Karą dla Matsumoto było spędzenie całego dnia w domu, gdy Hamada, Endō, Tanaka i Yamasaki rzucali w niego kremowymi ciastami i we wszystko co dotykał (włączając telewizor i toster), non stop. Matsumoto jest zmuszony to wszystko ignorować i wykonywać polecenia narratora z głośników.

Gakitanic (Gaki no Tsukai — Hamada L.A. de Okan to TITANIC!!) Hamada przegrał z resztą obsady grę w golfa, przez co musiał jechać do Los Angeles wraz z matką Matsumoto by nakręcić scenę miłosną z Titanica.

Hama-chan France Evian Trip W lipcu 1993, Hamada przegrał z Matsumoto zawody w skoku o tyczce i musiał jechać do Évian-les-Bains, we Francji, wraz z obsadą by zdobyć dla Matsumoto butelkę wody mineralnej Evian, prosto ze źródła.

Hama-chan New York City Mechanical Pencil Trip

Matsumoto Family Rangers (Gaki no tsukai - Souchou Matsumoto RENJAI SHOW!!) (Strażnicy Rodzinni Matsumoto) Matsumoto przegrał z Hamadą w skoku w dal i musiał stworzyć wraz z jego ojcem, matką, starszym bratem i siostrą drużynę Sentai/Power Rangers. 

Yamazaki's Hitori Bocchino piano concert

### Silent Library (Cicha Biblioteka)
W tym odcinku, obsada i szósty uczestnik, zazwyczaj Heipō, znajdują się w bibliotece gdzie jeden z nich zostaje poddany karze poprzez wylosowanie karty z czaszką i skrzyżowanymi kośćmi (podobnej do Rosyjskiej ruletki). Reguły wymagają zachowanie ciszy podczas całego odcinka, aczkolwiek członkowie gry wydają z siebie serie zduszonego śmiechu wystarczająco głośne by słyszeli ich wszyscy użytkownicy biblioteki. Były mistrz K-1 Ernesto Hoost pojawił się raz gościnnie w tej grze.

### 7 Henge
Shichi-henge (七変化, dosłownie Siedem Objawień) jest odcinkiem show, gdzie obsada siada do stołu i stara się być rozśmieszana przez komika. Za każde zaśmianie się uczestnik musi wrzucać 1,000 jenów do pudełka; zebrane pieniądze trafiają do kieszeni komika. Odmiana tej gry, "Horror Shichi-henge", polega na wciąganiu Heipō w zasadzkę w celu zachwiania jego zimnej krwi i wymuszenia pieniędzy. Bob Sapp pojawił się raz w tym odcinku, zgarniając 53,000 yenów.

### Absolutely Tasty series (Seria Absolutnie Smakowite)
W tej serii odcinków kucharskich komicy przygotowują jedzenie, najczęściej tradycyjne japońskie potrawy jak taiyaki i chawanmushi lub inne, np. pizze, dodając do tego niezwykłe składniki jako nadzienie lub dodatki, później są konsumowane i oceniane, od "dwóch czaszek" do dziesięciu gwiazdek. Endō notorycznie używa Frisk, rodzaju bardzo mocnego cukierka miętowego. Matsumoto zazwyczaj dodaje bardzo nietypowe składniki, jak łapę niedźwiedzia do takikomi gohan, głowę tuńczyka do pizzy, suszoną kobrę do nabemono i pastę do zębów do makaronu.

### Yamazaki vs. Moriman
Jest to seria komediowych walk pomiędzy Yamasakim i komiczką Moriman, która jest parodią popularnych zawodów Mieszanych sztuk walki.

### Five Rangers Game (Gra Pięciu Strażników)
Seria skeczy, w których Hamada gra zły charakter (Dokuro), a reszta drużynę Sentai (taki gatunek historii o superbohaterach, do którego należy np. "Power Rangers"). Każdy odcinek ma mniej więcej podobną fabułę. Dokuro przybywa do mieszkania zwykłej japonki, która razem z koleżanką rozmawia o swoim romansie biurowym. Rozmawia z nimi przez chwilę, a później atakuje jedną z nich i udaje molestowanie. Wtem wypada pięciu Sentai Members w kostiumach i krzyczy "Rangers Five!", oswobadzając dziewczyny i zmuszając Dokuro do walki. Niestety chłopaki mylą stroje lub w ogóle rozmijają się z koncepcją sentai (np. jeden z nich wypada w stroju kelnerki). Wkurzony Dokuro zaczyna im wyjaśniać na czym polega jedność i wizerunek Sentai i odsyła ich na kolejny tydzień, by tym razem się dobrze przygotowali. Tydzień później (już w kolejnym skeczu)znowu wpada do mieszkania, gada z dziewczynami i molestuje jedną z nich, by po chwili pojawili się Sentai Members, znowu myląc stroje (np. wypada dwóch żółtych i trzech czerwonych rangerów). Dokuro coraz bardziej wkurzony posuwa się do rękoczynów (Hamada znany jest z sadyzmu) i tak w kółko. Jedna z zabawniejszych serii skeczy.

## Stacje TV emitujące program
- Nippon TV, Sapporo TV, Aomori Broadcasting Corp., Miyagi TV, Yamagata Broadcasting Co., Fukushima Central TV, Yamanashi Broadcasting System, TV Niigata, Kitanihon Broadcasting Co., TV Kanazawa, TV Shinshu, Shizuoka Daiichi TV, Nihonkai TV, Yamaguchi Broadcasting Co., Nishinippon Broadcasting Co., Nankai Broadcasting Co., Kochi Broadcasting Co., Nagasaki International TV, Kumamoto Kemmin TV, Kagoshima Yomiuri TV - od 22:56 do 23:26 w każdą niedzielę (JST)
- Fukuoka Broadcasting Corp. - od 0:50 do
- Yomiuri TV (Kansai), TV Iwate, Hiroshima TV - od 12:26 do 12:56 w każdą środę (JST)
- Akita Broadcasting System, Inc. - od 12:31 do 13:01 w każdy czwartek (JST)
- Chukyo TV - od 13:20 do 13:50 w każdy piątek (JST)
- Ryukyu Broadcasting Corp. (stowarzyszony z JNN i TBS Network) - od 13:25 do 13:55 w każdy wtorek (JST)